# Richard Hammer
Richard Robert Hammer, né le 18 novembre 1828 à Elberfeld et mort le 29 novembre 1907 à Paris, est un violoniste et compositeur.

## Biographie
Vers 1850, il s’installe à Paris après y avoir suivi des cours de musique avec François-Antoine Habeneck et de Berthold Damcke.
Il prend part activement aux échanges entre la France et l’Allemagne en ce qui concerne la musique instrumentale.
D’un tempérament très romantique, il ne peut qu’être proche de Robert Schumann. Aussi, il est actif au sein de la société de bienfaisance allemande fondée par Wilhelm Krüger, pianiste et pédagogue.
Il crée à Paris le 1er trio de Schumann en 1856. Il est, également, le partenaire de Wilhelmine Clauss-Szarvady, de Friedrich Langhans avec son épouse Louise Japha et donnèrent à Paris pour la première fois le 24 mai 1868 le quintette de Brahms opus 34.
En 1867, il est membre de la Société des trios anciens et modernes. L’année suivante, il fonde avec Krüger, François-Emile Rignault et Benjamin Godard (dont il a été le professeur), un cours de musique d’ensemble situé au 26 rue Bergère à Paris.
Il entretient des relations suivies avec Alexis de Castillon de Saint-Victoret Emmanuel Chabrier et son action artistique se poursuit après 1870.
Richard Hammer meurt le 29 novembre 1907 en son domicile au no 77 rue Blanche dans le 9e arrondissement de Paris.
Sa sépulture est située au cimetière de Chaux-des-Crotenay.
Il était le beau-père de la journaliste et femme de lettres Thilda Harlor.

## Publications
- Nouveau doigter unique pour toutes les gammes du violon, Paris, l'auteur, 1895, 15 p., in-f° (lire en ligne sur Gallica).

## Sources
- Dictionnaire de la musique en France au XIXe siècle  (sous la direction de Joël-Marie Fauquet), Paris, Fayard, 2003, xviii, 1406 (ISBN 978-2-21359-316-6, OCLC 237800373), p. 562.